# Cybaeus thermydrinos
Cybaeus thermydrinos es una especie de araña araneomorfa del género Cybaeus, familia Cybaeidae. Fue descrita científicamente por Bennett en 2009.
Habita en los Estados Unidos.